# Stromboli (plat)
Pour les articles homonymes, voir Stromboli (homonymie).
Le stromboli est une spécialité culinaire dérivée de la pizza et se présentant sous la forme d'un roulé de pâte à pizza garnie de fromage, généralement de la mozzarella, de charcuterie italienne tel du salami, de la coppa ou de la bresaola ainsi que des légumes. Ce plat aurait été créé en 1950 en banlieue de Philadelphie, dans la pizzeria de Nazzareno Romano, un Italo-américain, ou en 1954 à Spokane par Mike Aquino.